# Tumeur folliculaire
Les tumeurs folliculaires sont des tumeurs annexielles cutanées développées à partir des follicules pileux.

## Exemples
- Pilomatrixome